# أخلاقية غير طبيعية
أخلاقية غير طبيعية (بالإنجليزية: Ethical non-naturalism) غير الطبيعية الأخلاقية (أو الأخلاق الغير طبيعية) هي الرؤية الأخلاقية التي تدعي:
1. أن الجمل الأخلاقية تعبر عن عبارات.
2. بعض هذه العبارات صحيحة.
3. أن هذه العبارات تصبح صحيحة بميزات موضوعية في العالم، مستقلة عن رأي الإنسان.
4. أن هذه الخصائص الأخلاقية للعالم لا يمكن تخفيضها إلى أي مجموعة من الخصائص غير الأخلاقية.

هذا يجعل الأخلاق الغير طبيعية شكلًا من أشكال الواقعية الأخلاقية غير التصورية، والتي بدورها هي شكل من أشكال الاعتقادية. تقف الأخلاق الغير طبيعية في مواجهة الأخلاق الطبيعية، التي تدعي أن المصطلحات والخصائص الأخلاقية قابلة للتخفيض إلى مصطلحات وخصائص غير أخلاقية، فضلاً عن جميع أشكال الواقعية الأخلاقية المناهضة، بما في ذلك العواملية الأخلاقية (التي تنكر أن العبارات الأخلاقية تشير إلى حقائق موضوعية)، ونظرية الخطأ (التي تنكر أن أي عبارات أخلاقية صحيحة)، وعدم الإدراكية (التي تنكر أن الجمل الأخلاقية تعبر عن عبارات على الإطلاق).

## تعريفات وأمثلة
وفقًا لجورج إدوارد مور، "الخير هو خاصية بسيطة، غير معرَّفة، غير طبيعية." أن نطلق على الخير "غير طبيعي" لا يعني أنه خارق للطبيعة أو إلهي. ومع ذلك، فإنه يعني أن الخير لا يمكن تخفيضه إلى خصائص طبيعية مثل الحاجات أو الرغبات أو المتع. زعم مور أيضًا أن تخفيض الخصائص الأخلاقية إلى أمر إلهي سيكون مثل إعلان طبيعتها. وسيكون هذا مثالًا على ما أشار إليه بـ "الانحراف الطبيعي."
زعم مور أن الخير "لا يمكن تعريفه"، أي أنه لا يمكن تعريفه بأي مصطلحات أخرى. هذا هو الادعاء المركزي لغير الطبيعية. بالتالي، لا يمكن تفسير معنى الجمل التي تحتوي على كلمة "خير" تمامًا بالمصطلحات التي لا تحتوي على كلمة "خير." لا يمكن استبدال الكلمات التي تشير إلى المتعة أو الحاجات أو أي شيء آخر مكان "خير."
بعض الخصائص، مثل الصلابة والدائرة والرطوبة، هي خصائص طبيعية بوضوح. نواجهها في العالم الحقيقي ويمكننا ادراكها. من ناحية أخرى، الخصائص الأخرى، مثل الخير والصواب، ليست بهذا الوضوح. يُعتبر الرواية العظيمة شيئًا جيدًا؛ يمكن القول أن الخير هو خاصية لتلك الرواية. إن سداد الديون وقول الحقيقة يُعتبر عمومًا أشياء صحيحة للقيام بها؛ يمكن القول أن الصواب هو خاصية لبعض أفعال الإنسان.
ومع ذلك، فإن هذين النوعين من الخصائص مختلفان تمامًا. يمكن رؤية تلك الخصائص الطبيعية، مثل الصلابة والدائرة، وتجربتها في العالم الحقيقي. من ناحية أخرى، ليس من الواضح على الفور كيف يمكن رؤية أو لمس أو قياس خير الرواية أو صواب الفعل.

## سؤال صعب
لم يعتبر مور الخير والصواب خصائص طبيعية، أي أنها لا يمكن تعريفها بالمصطلحات الطبيعية. كيف، إذن، يمكننا معرفة أن شيئًا ما جيد وكيف يمكننا التمييز بين الجيد والسيء؟
لقد اقترحت الإبستمولوجيا الأخلاقية، التي تدرس كيفية معرفتنا بالحقائق الأخلاقية وكيفية تبرير معتقداتنا الأخلاقية، إجابة. اقترح الإبستمولوجيون البريطانيون، بعد مور، أن لدى البشر قدرة خاصة، وهي قدرة الإدراك الأخلاقي، التي تخبرنا بما هو جيد وسيء، صواب وخطأ.
يؤكد البديهيون الأخلاقيون أنه إذا رأينا شخصًا جيدًا أو فعلًا صحيحًا، وكانت قدرتنا على الإدراك الأخلاقي مطورة بما يكفي وغير متعطلة، فإننا ببساطة ندرك أن الشخص جيد أو أن الفعل صحيح. يفترض أن الإدراك الأخلاقي هو عملية عقلية مختلفة عن القدرات الأخرى الأكثر تعميمًا مثل الإدراك الحسي، وأن الأحكام الأخلاقية هي نتائجها. عندما يحكم شخص ما شيئًا جيدًا، أو فعلًا صحيحًا، فإن الشخص يستخدم قدرته على الإدراك الأخلاقي. تكون القدرة موجهة نحو تلك الخصائص غير الطبيعية. ربما يكون أفضل مفهوم عادي يقترب من الإدراك الأخلاقي هو فكرة الضمير.

## حجة أخرى لعدم الطبيعية
قدم مور أيضًا ما يُسمى بحجة السؤال المفتوح، وهو موقف رفضه لاحقًا.
لنفترض تعريفًا لـ "الخير" هو "ما يسبب المتعة." بمعنى آخر، إذا كان شيء ما جيدًا، فإنه يسبب متعة؛ إذا كان يسبب متعة، فإنه، بالتعريف، جيد. زعم مور، ومع ذلك، أنه يمكننا دائمًا أن نسأل، "ولكن هل الأشياء التي تسبب المتعة هي جيدة؟" سيكون هذا دائمًا سؤالًا مفتوحًا. لا يوجد استنتاج مسبق بأن الأشياء التي تسبب المتعة هي فعلا جيدة. في حجته الأولية، استنتج مور أن أي تعريف مماثل للخير يمكن انتقاده بنفس الطريقة.